# Adma Jafet
Adma Jafet (Líbano, 1886 — São Paulo, 1956) fue una filántropa líbano-brasileña, fundadora y responsable del Hospital Sirio-Libanés de São Paulo por mucho tiempo. Su hija Violeta Jafet fue presidente del hospital por 50 años hasta convertirse en presidenta honoraria del Sírio-Libanés. Adma falleció víctima de un ataque cardiaco en 1956 a los 70 años de edad.